# Eschweilera mexicana
Eschweilera mexicana é uma espécie de planta lenhosa da família Lecythidaceae.
Apenas pode ser encontrada no México.
Esta espécie está ameaçada por perda de habitat.